# Ernst Eduard Kummer

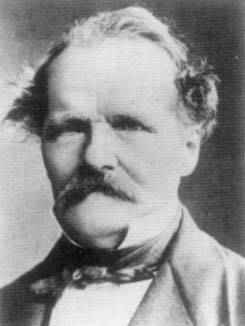
Ernst Eduard Kummer

Ernst Eduard Kummer (Sorau, 29 gennaio 1810 – Berlino, 14 maggio 1893) è stato un matematico tedesco.

## Biografia
Studiò alla Università di Halle. Fu apprezzato da Carl Jacobi e Peter Dirichlet e fu in amicizia con Karl Weierstrass.
Sposò Ottilie, cugina del compositore Felix Mendelssohn. Altamente specializzato in matematica applicata, Kummer istruì gli ufficiali dell'armata tedesca in balistica. Successivamente, insegnò per dieci anni al gymnasium (l'equivalente tedesco del liceo), dove ispirò la carriera matematica di Leopold Kronecker. Si ritirò dall'insegnamento e dalla ricerca matematica nel 1890.

## Contributi matematici
Kummer diede diversi contributi alla matematica in diverse aree; codificò alcune delle relazioni tra diverse serie ipergeometriche (relazioni di contiguità). La superficie di Kummer si ottiene facendo il quoziente tra una varietà abeliana a due dimensioni e il gruppo ciclico {1, −1}: si tratta di uno dei primi orbifold, cioè di un oggetto geometrico ottenuto da uno più semplice identificando due suoi punti. La superficie di Kummer possiede 16 punti singolari, il massimo per una superficie del quarto ordine; la sua geometria fu studiata in maniera più approfondita nel diciannovesimo secolo). Si vedano anche la funzione di Kummer e l'anello di Kummer.

## Kummer e l'ultimo teorema di Fermat
Kummer inoltre dimostrò l'ultimo teorema di Fermat per un'ampia classe di esponenti primi (vedere anche numero primo, gruppo ideale di classi). I suoi metodi erano forse più vicini all'aritmetica p-adica che alla teoria degli ideali, come si capì più tardi, nonostante il termine "ideale" nascesse proprio in questo contesto. Studiò quella che più tardi fu chiamata estensione di Kummer del campo; tale estensione si ottiene aggiungendo una radice ennesima al campo che già contiene una radice ennesima dell'unità. Questa rappresenta una significativa estensione della teoria dell'estensione quadratica, e la teoria di genere delle forme quadratiche (associata alla bitorsione del gruppo di classe). Come tale essa è tuttora alla base della teoria dei campi di classe.